# 문화중심역
문화중심역은 가오슝 첩운 귤선의 1역이다.

## 역 구조

### 승강장
| 지면     | 출입구                              | 출입구                                       |
| 지하 1층 | 승강장                              | 출입구                                       |
| 지하 1층 | 승강장                              | 화장실                                       |
| 지하 2층 | 1호 플랫폼                          |                                              |
| 지하 2층 | 플랫폼，문의 왼쪽 / 오른쪽 열립니다 |                                              |
| 지하 2층 | 2호 플랫폼                          | 가오슝 첩운 귤선 다랴오방면（우콰이추오역）→ |

## 역 출입구
역의 북쪽의 서쪽 끝 부분에 위치한 출입구1，역의 남쪽 끝
분에 위치한 출입구2，역의 동쪽 끝에 위치 출입구3，역의 동쪽 끝에 위치한 대통백화점 1층출
- 출입구1
- 출입구2：우푹궈종
- 출입구3：난흐 수영장, 가오슝 문화 센터, 가오슝 사범 대학
- 출입구4：대통백화점 흐핑숍, 레인보우공원